# Jindřich Jindřich
Jindřich Jindřich, född 5 mars 1876, död 23 oktober 1967, var en tjeckisk kompositör, pianist, körledare och etnograf.
Han komponerade främst vokalmusik. Han komponerade fler än 170 sånger till ackompanjemang av piano eller orkester och körmusik.
Den symfoniska dikten Svítání v horách från 1911 hör också till hans kompositioner.